# Permis renouvelé
Permis renouvelé (Licence Renewed) est le premier James Bond littéraire écrit par John Gardner qui en écrira treize autres par la suite. Il fut publié pour la première fois au Royaume-Uni en 1981. On peut également trouver le roman sous le nom de L'Opération Warlock.
Faire sauter les principales centrales nucléaires des États-Unis et d'Europe pour prouver que l'énergie nucléaire est dangereuse  peut sembler un paradoxe simpliste. Pourtant cet argument spécieux provient de l’esprit du génial savant Anton Murik. Cette théorie aurait pu rester une hypothèse scientifique d'une désarmante logique si Murik n'était en contact avec le terroriste international Franco. En Écosse, dans la forteresse de Murik, les deux déments mettent au point les derniers détails de leur sinistre projet lorsque se présente 007.

## Résumé
La section 00 supprimée, Bond s'affaire à du travail de bureau, mais M le réserve comme un outil de dépannage, en lui disant « Tant que cela dépendra de moi, 007, vous resterez 007 ». Bond est chargé d'enquêter sur un certain Franco, terroriste international soupçonné d'avoir des réunions avec le Dr Anton Murik, un physicien nucléaire brillant ayant récemment quitté la commission internationale à l'énergie atomique. Franco est identifié et suivi par le MI5 dans un village de l'Écosse appelé Murcaldy. Puisque Murcaldy est en dehors de la compétence du MI5, le directeur général du MI5, Richard Duggan, demande à M d'envoyer quelqu'un enquêter sur lui, ce sera 007. 
Après que Duggan soit parti, M réaffecte Bond à sa nouvelle mission qui est d'infiltrer l'entourage de Murik et gagner sa confiance. D'après les intuitions de M, l'affaire ne présente rien de bon, et Bond est d'abord briefé sur Anton Murik : physicien nucléaire de renommée, déclarant avoir inventé un réacteur nucléaire 100 % sûr et sans danger, qu'il n'a jamais pu faire construire à cause d'un manque de fonds et l'absence d'investisseurs. Parallèlement, Murik est le Laird de Murcaldy (de manière plus ou moins douteuse) où se trouve son château et son entourage : sa secrétaire Mary Jane Maskhin, sa pupille Lavander Peacock qu'il a recueilli à la suite de la mort de ses parents, Caber son imposant homme à tout faire et tout le personnel du château avec ses gardes. Il est aussi investisseur dans plusieurs compagnies, notamment dans l'aéronautique et la haute couture.
Avant de partir Bond se rend au département Q pour trouver son équipement et retrouve le Major Boothroyd, l'armurier du service qui lui confit sa nouvelle arme de service, un Browning 9mm (que l'on peut apercevoir sur la couverture de la première édition du roman). Il rencontre aussi Ann Reilly surnommée Q'ute, et qui a en quelque sorte un travail à celui de Q des films. Ann Reilly va confectionné plusieurs gadgets et se lier d’amitié avec 007.
Bond entre en contact avec Murik à l'hippodrome d'Ascot où il feint une rencontre fortuite en rapportant le collier que Lavender aurait égaré (alors qu'il lui avait volé), disant à Murik qu'il est un mercenaire à la recherche de travail. Plus tard, Bond se joint à Murik en Écosse à la demande du physicien où se trouve aussi Lavender et Mary Jane. Murik fait visiter son château et Bond dissimule un micro dans son bureau. Lors du dîner, Anton insiste pour que 007 participe aux jeux de Murcaldy, une sorte de fête au village, qui doivent se dérouler le lendemain.
Une fois dans sa chambre, Bond va sortir de ses bagages le récepteur du micro et entendre une discussion entre le Murik et Franco : jeudi prochain l'opération Fusion (Meltdown en VO) doit se dérouler, il est question que plusieurs groupes suicide investissent en même temps la salle de commande de six centrales nucléaires à travers le monde et demander aux gouvernements une grosse somme d'argent dans les 24h; faute de quoi les terroristes procéderont à une fusion du réacteur nucléaire. Il est aussi question pour Franco de tuer une femme dont Bond ignore encore l'identité. Mary Jane arrive dans sa chambre, tentant de le draguer mais Bond repousse ses avances craignant qu'elle soit envoyée par le Laird pour le tester, celle-ci repart furieuse. C'est maintenant Lavender qui entre dans la chambre, elle lui conseille de quitter le château car il se passe des choses louches avec son tuteur ; cependant elle refuse de partir avec Bond qui lui promet d’enquêter.
Lors des jeux de Murcaldy, Bond doit affronter le champion du Laird, Caber, lors d'un combat, Mary Jane en ayant personnellement proposé l’idée. Bond réussit à le battre en trichant, lui administrant discrètement une toxine qui le déstabilise via son faux briquet. Bond étant le nouveau champion de Murcaldy, Murik décide de le faire participer à Fusion et lui explique son plan. Murik souhaite que Bond tue Franco une fois l’opération finie, le seul lien qui le relie à cet acte terroriste, et il a besoin de la part de Franco pour construire son réacteur sûr. Sachant ses plans, Bond tente de s’échapper le soir même, réussissant à sortir du château en trombe dans sa Saab 900 Turbo. Poursuivi, il finit dans un fossé et est ramené au château, dans la salle des tortures où il est drogué et interrogé par Murik et Mary Jane. Mais 007 ne cède pas et ils décident de l’amener avec eux le lendemain.
Les voilà désormais dans un avion de la compagnie aérienne dans laquelle Murik a de grosses parts (Aldan Aèrospace) qui se dirige vers Perpignan. Sur le tarmac, Bond arrive à distraire ses gardes et filer de l'aéroport, se dirigeant vers Perpignan en pleine fête de la Saint-Jean afin de trouver un moyen de joindre M. Il réussit partiellement à l'informer avant qu'un homme de Murik ne l'interpelle et doit à nouveau s'enfuir. Pendant sa fuite, il remarque une affiche indiquant un défilé de mode au palais des rois de Majorque, défilé auquel Lavender doit participer et durant lequel Franco doit sans doute la tuer. Il arrive in extremis à neutraliser Franco qui tirera sans le vouloir sur Mary Jane, celle-ci trouve alors la mort. Caber réussit à remettre la main sur Bond dans sa fuite et le ramène devant le Laird.
Murik lui explique les derniers détails de son plan parfait, le lendemain les centrales seront sous son contrôle, des gens y déjà sont infiltrés depuis un an, y travaillant et y faisant rentrer du matériel en douce. La rançon sera à verser sous forme de diamants, et Bond et Lavender trouveront la mort pendant Fusion. Murik regrette la mort de Mary Jane qui était selon lui une brillante scientifique comparée à Lavender, "une catin" qu'il voulait éliminer. D’ailleurs, c'est lui le responsable de la mort de ses parents dans un crash d'avion où elle aurait dû se trouver aussi si elle n'avait pas été malade, son père était le véritable héritier des Murik. Bond est enfermé dans une pièce avec Lavender où ils parlent et expriment leurs amours.
Le lendemain, ils embarquent tous dans un gros avion-cargo militaire qui est la base opérationnelle de Fusion, attaché Bond ne peut que regarder le plan de Murik s’exécuter pendant que les gouvernements sont en état de crise. 007 parvient à défaire ses liens, neutraliser Murik et envoyer le code d’annulation au commando de Murik, Caber intervient et à l'issue du combat il volera dans les airs par la soute un couteau planté en lui par Lavender. L'avion sera forcé de se poser par les avions de chasse envoyés grâce à M, mais Murik a sauté en parachute.
Fusion étant un échec et Murik dans la nature, Bond se rend accompagné de Bill Tanner au château de Murcaldy où il est sûr que celui-ci reviendra chercher de l'argent caché et divers papiers, dont les titres de propriété réels. L’intuition de Bond était bonne et il tente de l’arrêter avec une arbalète avant qu'il ne rejoigne son hélicoptère. Bond lui déchirera le dos avec un MBA Gyrojet ce qui provoqua sa fin. L'affaire terminée, Bond passe ses vacances avec Lavander Murik ayant hérité du titre de Lady de Murcaldy et elle part maintenant faire des études pour mieux gérer son domaine et fait promettre à James de venir la revoir souvent.

## Personnages principaux
- James Bond
- M
- Bill Tanner
- Miss Moneypenny
- Major Boothroyd
- Ann Reilly (« Q-Cotte » dans la VF ; « Q'ute » en VO)
- Richard Duggan
- Dr Anton Murik
- Caber
- Franco Oliveiro Quesocriado
- Lavander Peacock
- Mary Jane Maskhin

## Équipements et gadgets
L'influence des films mettent en scènes dans ce roman divers gadgets plus sophistiqués que dans les précédents, équipement que Gardner veut réel ou du moins vraisemblable comme il l'explique dans la préface.
Ainsi on retrouve l'équipement suivant :

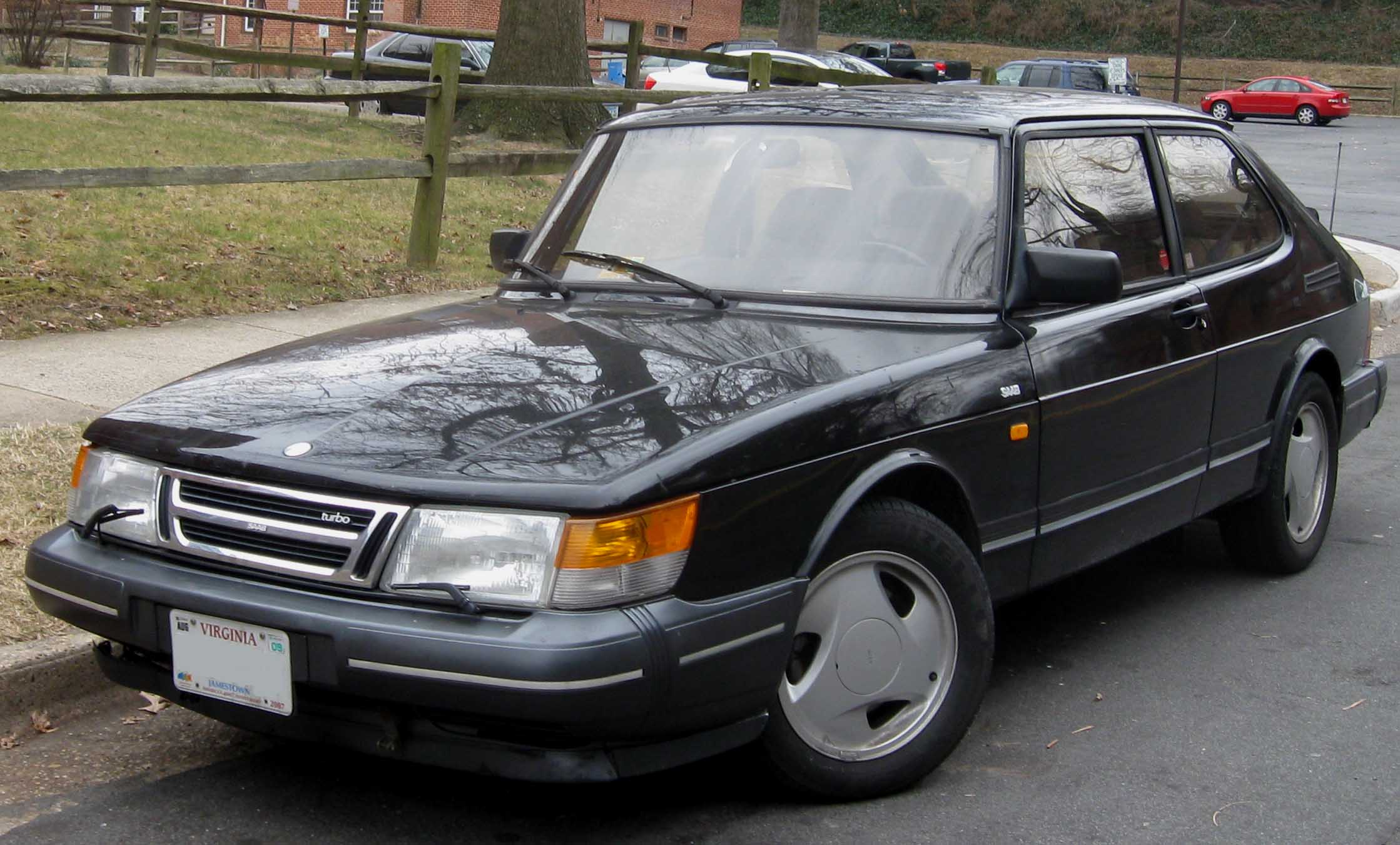
Saab 900, la nouvelle voiture de James Bond, ici noire alors que celle de 007 est grise (voir roman Mission particulière)

- James Bond conduit une Saab 900 Turbo qu'il a fait modifier, non pas par le département Q mais par la compagnie des systèmes de contrôle et des communications, elle contient un blindage renforcé, divers compartiments secrets dont l'un abrite un revolver gros calibre (Ruger Super Redhawk) et une paire de lunettes de vision nocturne, des pneus capables de se regonfler, un système de démarrage à distance, ainsi qu'un système relâchant du gaz lacrymogène autour du véhicule par l’appui d'un bouton.
- Un stylo alarme, permettant d'envoyer un signal au QG en cas de difficulté.
- Une valise à divers compartiments secrets.
- Des micros cachés dans ses cigarettes ainsi que le récepteur caché dans sa valise.
- Un faux briquet Dunhill flashbang et un autre libérant une toxine capable d'étourdir l’ennemi proche.
- Une ceinture dont on peut créer un mini couteau via les éléments de la boucle et dont les lanières une fois découpées révèlent divers billets de banques de différentes nationalités.
- Sa nouvelle arme de service, le Browning 9mm.
- Murik lui possède un MBA Gyrojet, arme de main des années 1950 tirant des fusées ultra-rapides, propulsant des balles d'acier de 13 mm résistantes à la chaleur et capables de traverser diverses couches d'acier.

## Historique de publication
- 1981 : La première édition de Permis renouvelé, en format rigide, est publiée le 1er avril aux États-Unis par Richard Marek, et le 1er mai au Royaume-Uni, par Jonathan Cape. On notera qu’aux États-Unis, le titre s’écrit License Renewed tandis qu’en Angleterre, il s’orthographie Licence Renewed. La même année, il est édité au Danemark sous le titre Licens Fornyet.
- 1982 : Le roman est édité en format couverture souple au Royaume-Uni et aux États-Unis, respectivement par Coronet Books et Berkeley Books. En Italie, il parait sous le titre Rinnovo di licenza aux éditions Rizzoli, avec une traduction de Andrea Terzi.
- 1984 : Permis renouvelé parait au Brésil sous le titre Licença Renovada aux éditions Editora Nova Fronteira ; et est publié en Suède par Albert Bonniers sous le titre Med Rätt Att Döda.
- 1992 : En France, le roman est publié aux éditions du Rocher, sous le titre L'Opération Warlock et traduit par Gilbert Long.
- 1996 : Permis renouvelé est de nouveau édité en France par les Éditions Claude Lefrancq, avec la même traduction mais un titre différent de la première édition.
- 2013 : Orion publie sous forme de livre électronique en langue anglaise, un recueil de tous les romans de James Bond écrits par John Gardner (dont ses novélisations). Ce recueil est intitulé James Bond: The John Gardner Years.